# Krim
De Krim (Oekraïens: Крим - Krym, Russisch: Крым - Krym, Grieks: 'Κριμαία', Krim-Tataars: Qırım) is een schiereiland in de Zwarte Zee en de Zee van Azov. Zowel Oekraïne als Rusland maken aanspraak op het gebied. De Krim behoort tot het internationaal erkende Oekraïens grondgebied, echter sinds 2014 bezet Rusland het gebied en staat het de facto onder Russisch bestuur. 
De oppervlakte is 26.081 km² en in 2001 was het aantal inwoners 2.033.736. Op de Krim ligt de autonome republiek van de Krim met als hoofdstad Simferopol en de belangrijkste havenplaats Sebastopol, die geen onderdeel uitmaakt van de republiek. Etnische Russen vormen circa 60 procent van de bevolking, maar er zijn tal van minderheden, waarvan de Oekraïners en de Krim-Tataren (ondanks een grootschalige deportatie in de Sovjettijd) de grootste zijn.
De Krim vormde al in de klassieke oudheid een belangrijke regio, als poort naar de Pontisch-Kaspische Steppe. Het schiereiland werd achtereenvolgens gekoloniseerd door Grieken, Perzen, Romeinen en Byzantijnen, en was al die tijd in belangrijke mate Griekstalig en oosters-orthodox. De steppeachtige binnenlanden werden bewoond door een waaier aan volkeren. Vanaf de 15e eeuw was het Kanaat van de Krim, een de facto vazalstaat van het Ottomaanse Rijk, een machtige speler in de wijde omgeving, mede doordat vanuit de Krim plundertochten tot aan Moskou werden georganiseerd. 
De Krim werd in de 18e eeuw door het Russische Keizerrijk ingelijfd. In 1954 werd de Krimse Oblast in de Sovjettijd door de Russische Socialistische Federatieve Sovjetrepubliek overgedragen aan de Oekraïense Socialistische Sovjetrepubliek, maar in februari 2014 werd het schiereiland door Rusland geannexeerd, met uitzondering van een deel van de Schoorwal van Arabat. In juli 2016 voegde Rusland het toe aan het Zuidelijk Federaal District. De gehele Krim wordt echter door de VN-lidstaten, op enkele uitzonderingen na, nog steeds erkend als deel van het Oekraïense grondgebied.

## Geografie

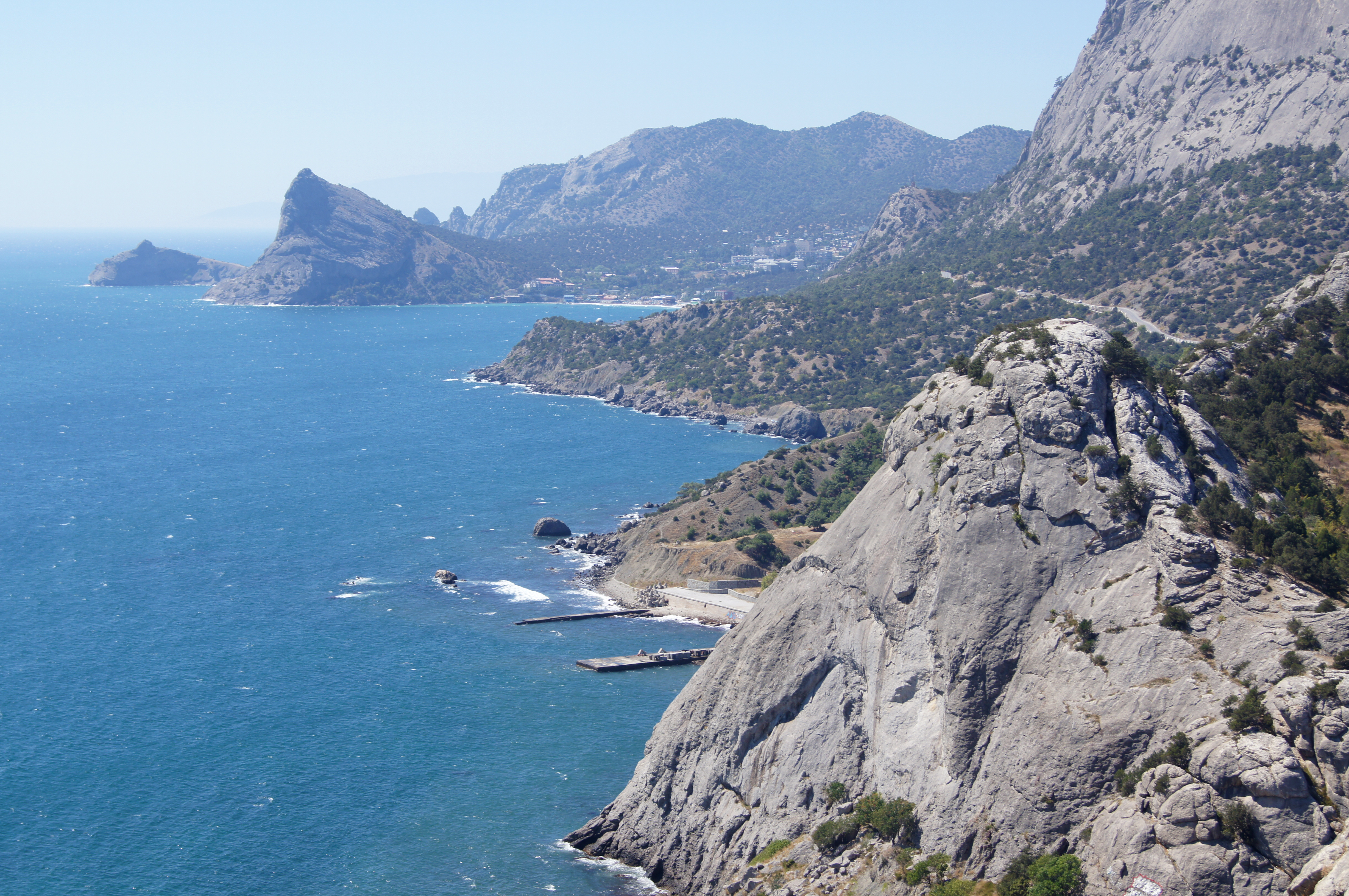
Het Krimgebergte beslaat het zuiden van het schiereiland.

De Krim staat in het noordwesten door de Landengte van Perekop in verbinding met Oekraïne. De Straat van Kertsj vormt in het oosten de scheiding met het Russische vasteland. Bij het schiereiland Kertsj begint de ruim 100 kilometer lange Schoorwal van Arabat, een zandig schiereiland dat de Zee van Azov scheidt van de Syvasj, een brakke en moerassige lagune.
De Krim bestaat voor het grootste deel uit steppe. In het zuiden bevindt zich het Krimgebergte met een hoogte tot 1545 meter. Ten zuidoosten hiervan ligt de kuststrook, die een mediterraan klimaat heeft en bekend staat om zijn wijn (zie ook: Wijnbouw in Oekraïne en Wijnbouw in Rusland). Bekend is ook de badplaats Jalta. Andere plaatsen van belang zijn Feodosija, Kertsj, Bachtsjysaraj en Hoerzoef.

### Klimaat
Het klimaat op de Krim wordt beïnvloed door de geografische ligging, het reliëf en de invloed van de Zwarte Zee. De bergen in het midden van het land blokkeren enerzijds de koude winden uit het noorden en beperken anderzijds de invloed van de matigende werking van de Zwarte Zee in het noorden.
Het schiereiland ligt tussen de gematigde en subtropische klimaatgordels en wordt in het algemeen gekenmerkt door warm en zonnig weer. In de noorden heerst een gematigd landklimaat met korte, milde winters en matig hete en droge zomers. In het centraal gelegen bergachtige gebied heerst een overgangsklimaat met winters die mild zijn op lagere hoogten, maar kouder op grotere hoogten. De zomers zijn heet op lagere hoogten en warm in de bergen. In het zuidelijke kustgebied domineert een subtropisch, mediterraan klimaat met milde winters en matig hete en droge zomers. De zuidkust is een populaire toeristische bestemming mede omdat het grootste deel van het schiereiland meer dan 2000 uren zonneschijn per jaar heeft.
De gemiddelde jaarlijkse temperatuur varieert van 10 °C in het uiterste noorden bij Armjansk tot 13 °C in het uiterste zuiden (Jalta). De hoeveelheid neerslag fluctueert aanzienlijk, van een minimum van 310 mm in het uiterste westen bij Chornomorske tot 1220 mm op de bergtoppen. Bijna 90% van de Krim heeft een neerslagtekort en krijgt slechts tussen de 300 en 500 mm aan neerslag per jaar.
Na de Russische annexatie van de Krim sloot de Oekraïense regering het Noord-Krimkanaal af. Deze waterweg leidde sinds de Sovjettijd zoet water uit de Oekraïense Dnjepr naar de Krim en voorzag daar in ongeveer 85% van de waterbehoefte. Het schiereiland kampte hierdoor met een watertekort. De bedding was na jaren droogstand zwaar beschadigd en het was niet lonend deze te renoveren. De Russische regering maakte in 2020 plannen bekend om zo'n 90 miljoen euro te investeren in de bouw van twee ontziltingsinstallaties op de Krim.

## Bevolking
Volgens de laatste census van Oekraïne (2001) hadden de Krimrepubliek en Sebastopol samen 2.401.209 inwoners, in meerderheid bestaande uit etnisch Russen. Volgens de telling in 2021 door de Russische bezetter was dit 2.482.450. De bevolkingssamenstelling was als volgt:
|                     | Krimrepubliek | Krimrepubliek | Krimrepubliek | Krimrepubliek |         | Sebastopol | Sebastopol | Sebastopol | Sebastopol |
| 2001                | 2001          | 2014          | 2014          | 2001          | 2001    | 2014       | 2014       |            |            |
| ------------------- | ------------- | ------------- | ------------- | ------------- | ------- | ---------- | ---------- | ---------- | ---------- |
| Totaal inwoners     | 2.024.056     | 2.024.056     | 1.891.465     | 1.891.465     | 377.153 | 377.153    | 393.304    | 393.304    |            |
|                     |               |               |               |               |         |            |            |            |            |
| Oekraïners          | 492.227       | 24,3%         | 291.603       | 15,4%         | 84.420  | 22,4%      | 52.912     | 13,5%      |            |
| Russen              | 1.180.441     | 58,3%         | 1.188.978     | 62,7%         | 269.953 | 71,6%      | 303.100    | 77,1%      |            |
| Krim-Tataren        | 243.433       | 12,0%         | 229.526       | 12,1%         | 1.858   | 0,5%       | 2.814      | 0,7%       |            |
| Wolga-Tataren       | 11.090        | 0,5%          | 42.254        | 2,2%          | 2.512   | 0,7%       | 2.742      | 0,7%       |            |
| Verantwoording data |               |               |               |               |         |            |            |            |            |

### Etnische samenstelling
Aan het begin van de 20e eeuw had de Krim ten gevolge van immigratie van vele groepen en emigratie van de Krim-Tataren naar elders (bijvoorbeeld naar de Dobroedzja) een gemengde bevolking. De laatste Krim-Tataren werden in mei 1944 op last van Stalin van de Krim gedeporteerd naar Centraal-Azië, een tragedie die de sürgün wordt genoemd. Vanaf 1989 konden zij terugkeren naar de Krim. Door de etnisch Russische meerderheid is Russisch op het schiereiland de lingua franca gebleven.
Nadat Rusland in 2014 de Krim bezette en vervolgens annexeerde, werden Russen aangemoedigd naar de Krim te verhuizen.
Als gevolg van de Russische mobilisatie ten tijde van de Russische invasie van Oekraïne in 2022 ontvluchtten duizenden Krim-Tataren het schiereiland om niet tegen Oekraïne te hoeven vechten. Op de Krim werden vooral Krim-Tataren gemobiliseerd voor de oorlog.

## Geschiedenis

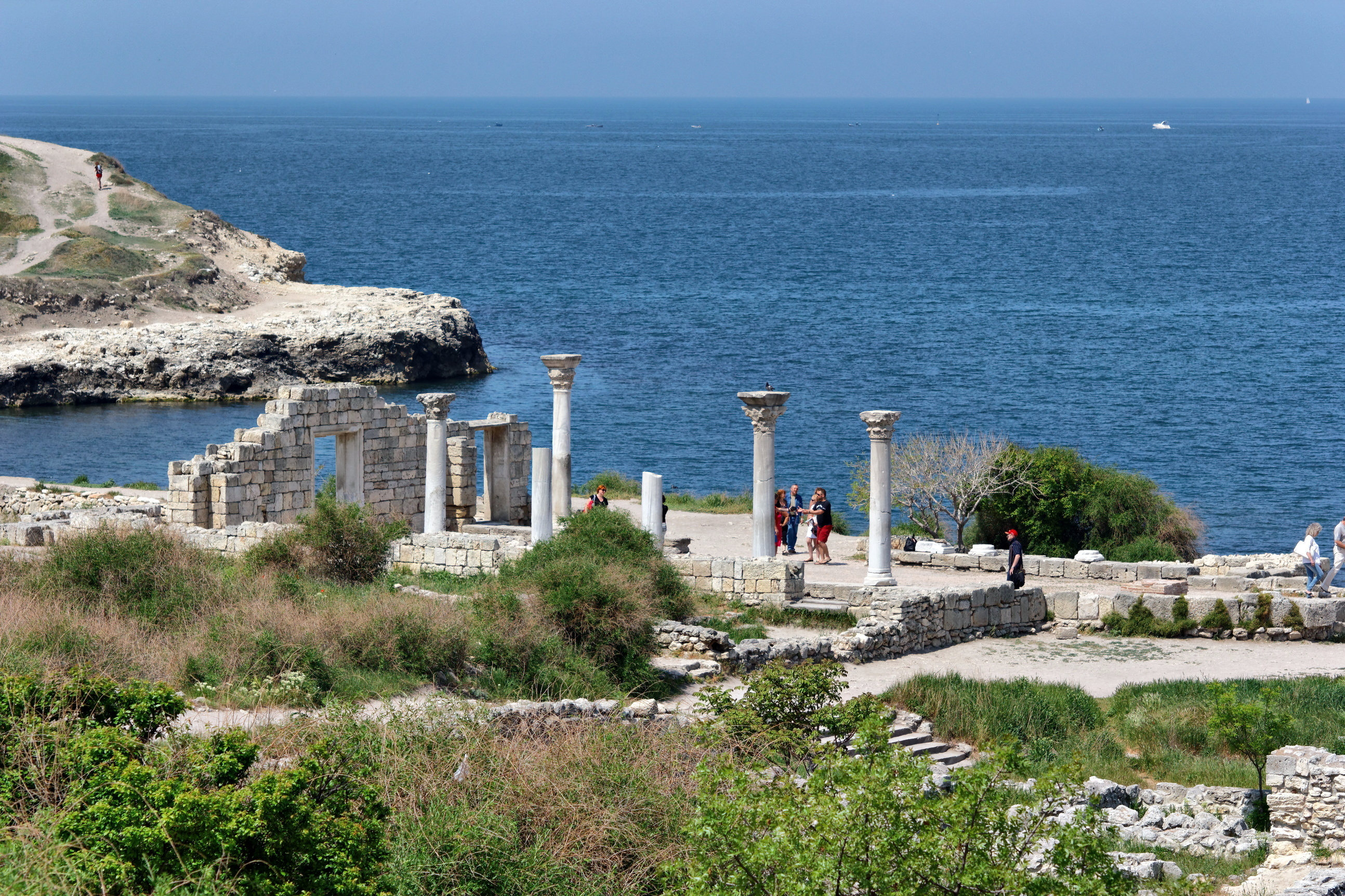
Overblijfselen van de Griekse nederzetting Chersonesos nabij Sebastopol.

De geschiedenis van de Krim werd door de eeuwen bepaald door de aanwezigheid van een groot aantal volken. Al in de prehistorie ziet men invloeden van de Pontisch-Kaspische Steppe en met name uit de Kaukasus. 
In de 6e eeuw v.Chr. vestigden Grieken zich aan de kust. Hun nederzettingen verenigden zich in het Bosporuskoninkrijk. In 110-107 onderwierp Diophantus de Krim onder het Koninkrijk Pontus. Na in de 7e en 8e eeuw bezet te zijn geweest door de Chazaren, werd het later onderdeel van het Koemanenrijk. Rond 1402 kwam het in bezit van de Gouden Horde die er het Kanaat van de Krim vestigden. 

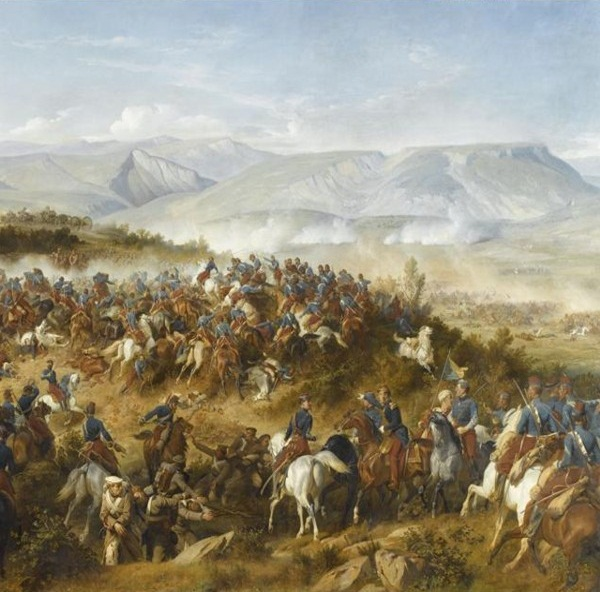
De Slag bij Balaklava (1854), onderdeel van de Krimoorlog.

De Russisch-Turkse oorlog van 1768-1774 eindigde in een overwinning voor Rusland. Bij het Verdrag van Küçük Kaynarca werd de Krim onafhankelijk, en in 1783 door Rusland geannexeerd. In 1802 werd het Gouvernement Taurida opgericht, dat naast de Krim het gebied tussen de benedenloop van de Dnjepr en de Berda omvatte. Van 1853 tot 1856 werd op het schiereiland de Krimoorlog uitgevochten tussen het keizerrijk Rusland en een alliantie van het Tweede Franse Keizerrijk, het Britse Rijk, het Ottomaanse Rijk en het koninkrijk Sardinië. 
Na de Oktoberrevolutie in 1917 riep een etnische Krim-Tataarse regering op 13 december 1917 de Volksrepubliek van de Krim uit. De republiek wist zijn onafhankelijkheid niet lang te behouden en werd in januari 1918 door de bolsjewiekse troepen geannexeerd. De Taurida Socialistische Sovjetrepubliek werd opgericht, die al snel door Krim-Tataarse en Oekraïense troepen omvergeworpen werd. Tijdens het Krim-offensief aan het eind van april 1918 veroverde het Duitse Keizerrijk de Krim. 
Op 2 april 1919 veroverde het Rode Leger Simferopol. De Krimse Socialistische Sovjetrepubliek (Krimse SSR) werd opgericht, maar al in juni 1919 overgenomen door de Witten. Na het verslaan van de Witten herwon het Rode Leger in 1920 de controle. De Krimse Autonome Socialistische Sovjetrepubliek (Krimse ASSR) werd op 18 oktober 1921 opgericht, als onderdeel van de Russische Socialistische Federatieve Sovjetrepubliek (Russische SFSR) 
Gedurende de Tweede Wereldoorlog was de Krim het toneel van hevige gevechten tussen Duits-Roemeense troepen enerzijds en troepen van het Rode Leger anderzijds. Na de bevrijding beschuldigde Jozef Stalin de Krim-Tataren van collaboratie met de Duitsers, en verbande hen collectief naar Centraal-Azië. De Krimse ASSR werd op 30 juni 1945 omgevormd tot de niet meer autonome Krimse Oblast van de Russische SFSR. 
Tijdens het bewind van Stalins opvolger Nikita Chroesjtsjov werd de Krim in 1954 aan de Oekraïense Socialistische Sovjetrepubliek overgedragen. 

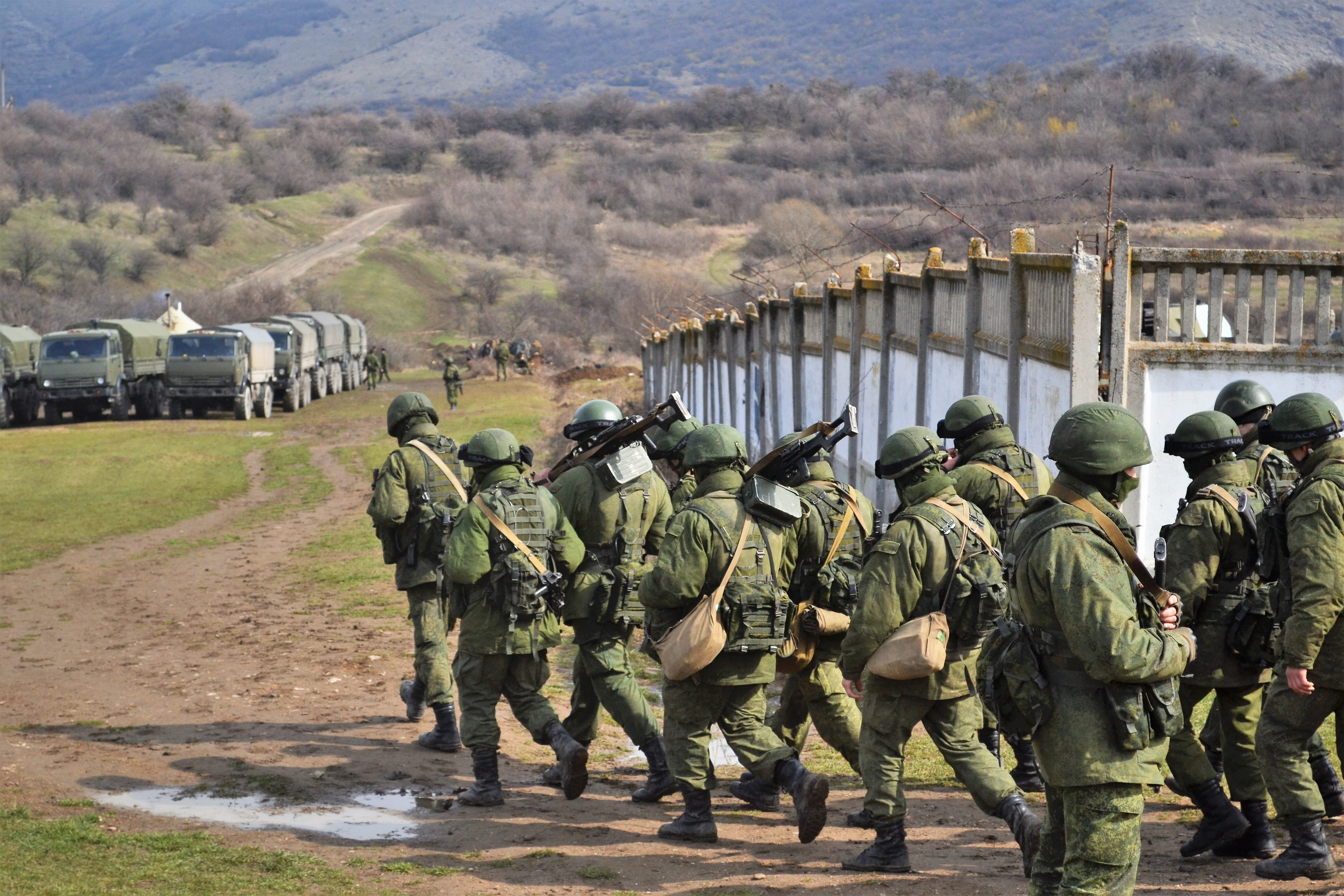
Russische militairen op de Krim tijdens de annexatie in 2014.

Eind februari 2014 werden meerdere strategische posities op de Krim bezet door Russische militairen zonder insignes, waaronder het parlementsgebouw in de regionale hoofdstad Simferopol. Op 16 maart 2014 werd een referendum over aansluiting bij Rusland gehouden, waarbij de meerderheid van de Krimse bevolking voor aansluiting zou hebben gestemd. Gelet op de Russische militaire aanwezigheid op de Krim, de afwezigheid van onafhankelijke waarnemers en de aanwijzingen voor fraude, erkende het grootste deel van de internationale gemeenschap het referendum en de Russische annexatie van de Krim niet. Op 18 maart 2014 werd de aansluiting van de Krim bij de Russische Federatie bekendgemaakt. Het gebied werd omgevormd tot het Federaal district Krim. Inmiddels is het gebied volgens de Russische bestuurlijke indeling onderdeel van het Zuidelijk Federaal District, behalve Sebastopol, dat volgens die indeling een federale stad is.